# لويزا فون ساكس-هيلدبورغهاوزن
لويزا فون ساكسن هيلدبورغهاوزن (بالألمانية: Luise von Sachsen-Hildburghausen )‏ (و. 1794 – 1825 م) هي أرستقراطية ألمانية، ولدت في هيلدبورغهاوزن، توفيت عن عمر يناهز 31 عاماً.